# Fusispermum minutiflorum
Fusispermum minutiflorum är en violväxtart som beskrevs av José Cuatrecasas. Fusispermum minutiflorum ingår i släktet Fusispermum och familjen violväxter. Inga underarter finns listade i Catalogue of Life.